# Asirios de Irán
Los asirios de Irán (en siríaco: ܐܬܘܪܝܐ ܕܐܝܪܢ; en persa: آشوریان ایران‎) o asirios iraníes son aquellos miembros del pueblo asirio que habitan o tienen origen en Irán, constituyendo una minoría étnica y lingüística en dicho país. Los asirios de Irán hablan dialectos orientales del neoarameo asirio o Suret (ܣܘܪܝܬ), una lengua neoaramea descendiente del antiguo idioma arameo con elementos del acadio. Son cristianos de rito oriental, pertenecientes en su mayoría a la Iglesia Asiria de Oriente y, en menor medida, a la Antigua Iglesia del Oriente, la Iglesia Pentecostal Asiria, la Iglesia Católica Caldea y la Iglesia Evangélica Asiria. Tienen una historia e identidad étnica compartida con los Asirios de Irak, Asirios de Turquía, y los Asirios de Siria, al igual que con el resto de la diáspora asiria.
La comunidad asiria en Irán contaba con aproximadamente 200,000 personas antes de la Revolución Islámica de 1979. En 1987, se estimaba que todavía vivían 50,000 asirios en Teherán solamente. Sin embargo, después de la revolución, muchos asirios dejaron el país, principalmente hacia los Estados Unidos; el censo iraní de 1996 contabilizó solo 32,000 asirios. Las estimaciones actuales de la población asiria en Irán incluyen a 7,000 miembros combinados de la Iglesia Asiria de Oriente y la Iglesia Católica Caldea, además de menos de 10,000 miembros de la Iglesia Evangélica Asiria.
La capital iraní, Teherán, alberga a la mayoría de asirios iraníes; sin embargo, aproximadamente 15,000 asirios residen en el norte de Irán, más que todo en Urmía y en varias aldeas asirias en la zona circundante. Entre la diáspora asiria, aquellos que residen en California y Rusia tienden a ser originarios de Irán. Para 2010, quedaban 5,000 asirios en Urmía, su centro histórico y cultural.

## Historia
La presencia asiria en Irán se remonta a 4,000 años en la antigüedad. Asiria estuvo involucrada en la historia del Irán antiguo incluso antes de la llegada de los pueblos iranios modernos a la región. Durante el Imperio Paleoasirio y el Imperio Asirio Medio, los asirios gobernaron partes del Irán pre-iranio del norte y el oeste. El Imperio Neoasirio vio cómo Asiria conquistaba a los iranios persas, medos y partos, integrándolos en su imperio, junto con los antiguos pueblos pre-iranios como los elamitas, casitas, mannai y gutios, así como los iranios cimerios de Asia Menor y los escitas del Cáucaso. La tierra natal de los asirios en Irán ha sido tradicionalmente a lo largo de la orilla occidental del Lago Urmía, desde la zona de Salmas hasta la llanura de Urmía.
Después de la caída de Asiria entre el 612 y 559 a. C. tras décadas de guerra civil y un ataque por parte de una alianza de pueblos subyugados anteriormente —medos, persas, babilonios, caldeos, escitas y cimerios—, su pueblo se convirtió en una parte integral del Imperio Aqueménida (como también lo fue Asiria misma), ocupando importantes puestos militares, cívicos y económicos. Los persas aqueménidas, que pasaron siglos bajo la dominación asiria, fueron profundamente influenciados por el arte y la arquitectura asiria, modelaron su imperio según los lineamientos asirios y se consideraron los sucesores de los grandes reyes asirios. Los asirios aún se documentan como presentes en el noroeste de la región durante el Imperio Parto y el Imperio Sasánida, y a lo largo de la Edad Media, donde se relata sobre los Bakhtishu, una respetada familia de médicos asirios.
Había 200,000 asirios según el censo de 1976, de los cuales varios emigraron después de la Revolución Islámica, quedando al menos 50,000 para 1987.
Existen varios asentamientos y poblados asirios en Irán, especialmente en la región del Azerbaiyán Occidental, en el noroeste del país. Para el año 1900, había poco más de 76,000 asirios en esta región, lo que representaba una cuarta parte de la población, siendo la minoría no musulmana más grande. De los 300 pueblos alrededor de Urmía, 60 eran exclusivamente asirios y otros 60 tenían una población mixta de asirios, armenios, y azeríes. Sin embargo, antes de 1918, se habían registrado 115 comunidades asirias al oeste del Lago Urmía.

### Genocidio asirio
Durante el genocidio asirio, que ocurrió durante la Primera Guerra Mundial, el Ejército Otomano, junto con milicias kurdas y árabes aliadas en las fronteras persa-turca y persa-iraquí, llevó a cabo masacres y deportaciones de carácter religioso y étnico contra civiles asirios y armenios (véase: genocidio armenio), resultando en la muerte de al menos 300,000 asirios. Ya en 1843-1845, los otomanos habían masacrado varias tribus asirias como las Tyari, Tkhuma, Jilu y Baz para apoderarse de sus tierras. Durante ese período, 10,000 asirios fueron asesinados, y muchos se vieron forzados a convertirse al catolicismo o a la ortodoxia rusa en un intento de recibir ayuda de potencias extranjeras.
En 1914, los asirios resistieron varios ataques, defendiendo el distrito de Gawar (hoy llamado Yüksekova) y tomando el control de la región de Urmía bajo el liderazgo de Agha Petros, derrotando a las fuerzas otomanas y sus aliados. Sin embargo, la falta de suministros, la retirada de Rusia de la guerra y el colapso de las fuerzas armenias aliadas llevaron a su derrota. En 1915, se produjeron deportaciones adicionales cerca de la frontera entre el Imperio Otomano y Persia, y tribus asirias en Hakkari fueron masacradas nuevamente. Para 1918, la mayoría de los asirios sobrevivientes habían huido a Teherán o a campos de refugiados en Irak. El pánico en la comunidad asiria se intensificó cuando las milicias kurdas, bajo Agha Ismail Simko, asesinaron al patriarca Mar Benyamin Shimoun, lo que provocó la venganza de Malik Khoshaba, otro líder asirio que derrotó a Simko, obligándolo a huir.

## Religión
La mayoría de asirios en Irán son seguidores de la Iglesia Asiria de Oriente, con una minoría de 3,900 católicos caldeos. Algunos siguen a denominaciones protestantes, como la Iglesia Pentecostal Asiria y la Iglesia Evangélica Asiria. También existe la posibilidad de que hayan seguidores de la Iglesia ortodoxa rusa gracias a una Misión Ortodoxa en Urmía que sucedió a principios del siglo XX.
Algunas iglesias asirias notables en Irán:
- Iglesia de Santa María (Mart Maryam) – Urmía
- Catedral de Santa María – Urmía
- Iglesia de San Ciríaco – Urmía
- Iglesia de San Daniel – Adeh
- Iglesia de San Pedro y San Pablo – Asayesh
- Iglesia de San Jorge – Sopurghan
- Iglesia de San Pedro – Qarabagh
- Iglesia de Mar Sargis – Sir
- Iglesia de San Jorge – Gol Pashin
- Iglesia de Santa María – Mawana
- Iglesia de Santo Tomás – Balowlan
- Iglesia Pentecostal Asiria de Kermanshah – Kermanshah
- Catedral de San José – Teherán
- Iglesia de Santo Tomás (Mar Toma) – Teherán

## Asirios-Iraníes destacados
- Younan Nowzaradan, médico, popular por aparecer en la serie Kilos Mortales.
- Evin Agassi, cantante asirio nacido en Kermanshah, conocido por sus canciones en persa y asirio.
- George Bit Atanus, diseñador de la actual bandera asiria en 1968, adoptada en 1971.
- Beneil Dariush.
- Jack Douglas.
- Youhannan Issay, antiguo arzobispo de la Archieparquía de Teherán.
- George Malek-Yonan.
- Rosie Malek-Yonan, actriz.
- Andrew David Urshan.
- La familia Bakhtishu, reconocidos médicos de la Edad Media.
- Patrick Bet-David.
- Steven Beitashour.
- Ashurbanipal Babilla, actor.
- Eprime Eshag.
- Alexander L. George.